# Calicium glaucellum
Calicium glaucellum је крстолики лишај који се налази на дрвећу широм света.
Врста је слична Calicium abietinum, има урњен или благо површан тамно сивкасто зелени талус и аскомат (плодно тело) висине 0,5 до 0,9 милиметара и око четири до осам пута је већи од ширине стабљике. Врста се обично налази у северним бореалним до умереним зонама у Северној, Централној и Јужној Америци и југозападном региону Западне Аустралије.